# Pseudopiptocarpha
Pseudopiptocarpha es un género de plantas fanerógamas perteneciente a la familia de las asteráceas. Comprende 6 especies descritas y de estas, solo 3 aceptadas.

## Taxonomía
El género fue descrito por Harold E. Robinson y publicado en Proceedings of the Biological Society of Washington 107(3): 561. 1994. La especie tipo es: Vernonia elaeagnoides Kunth. = Pseudopiptocarpha elaeagnoides (Kunth) H.Rob.

## Especies aceptadas
A continuación se brinda un listado de las especies del género Pseudopiptocarpha aceptadas hasta septiembre de 2012, ordenadas alfabéticamente. Para cada una se indica el nombre binomial seguido del autor, abreviado según las convenciones y usos.
- Pseudopiptocarpha elaeagnoides (Kunth) H.Rob.
- Pseudopiptocarpha schultzii (Karst. ex Sch.Bip.) H.Rob.
- Pseudopiptocarpha tovarensis (Gleason) H. Rob. & S.C. Keeley